# Włosy stopogoleniowe
Włosy stopogoleniowe (łac. pili clavati) – rodzaj włosów wyrastających na stopogoleniach skoczogonków.
Włosy te występują w liczbie jednego lub więcej na grzbietowej stronie stopogolenii. Osadzone są ponad nasadą pazura. Są dłuższe i tęższe od pozostałych włosków. Na wierzchołkach są maczugowato zgrubiałe lub trójkątnie rozpłaszczone.
Rzadziej maczugowate włosy mogą się pojawiać na brzusznej stronie stopogoleni, jak u rodzaju Friesea.